# Puno
Puno est une ville du sud-est du Pérou, située sur les rives du lac Titicaca. Son port est l'un des principaux du lac Titicaca. Elle est la capitale de la région de Puno et de la province de Puno. Sa population est de 135 288 habitants (2017).
Le premier document mentionnant Puno en tant que tel est la Cédula de Encomienda du 1er août 1535, dans laquelle Francisco Pizarro remet l'Encomienda de Puno à Gómez de Mazuelas. En 1543, le chroniqueur Pedro Gutiérrez de Santa Clara décrit le Tambo de Puno dans les Ordenanzas de Tambos dictées par le gouverneur du Pérou, Cristóbal Vaca de Castro. Plus tard, en 1563, la première paroisse catholique autochtone a été construite sous le nom de San Juan Bautista de Puñuypampa, du mot quechua signifiant "lieu de repos".
Selon la tradition, Puno est le berceau de la civilisation inca : le premier Inca, Manco Capac, serait sorti des eaux du Titicaca sur les ordres du Dieu-Soleil pour fonder l'Empire inca.

## Tourisme
La ville de Puno est connue pour ses sites archéologiques comme Sillustani et de ses îles flottantes à base de totora comme celle de Uros.

## Personnalités
- Yonhy Lescano (1959- ), homme politique péruvien.

## Patrimoine
- Cathédrale Saint-Charles-Borromée de Puno